# Sannita (gladiatore)

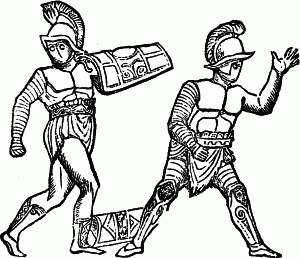
Raffigurazione di un combattimento tra due gladiatori sanniti

Il sannita (lat. Samnis, pl. Samnites) era un gladiatore  che lottava con equipaggiamento che ricalcava quello di un guerriero del Sannio: una spada corta (il gladius), un scudo rettangolare (lo scutum), uno schiniere (l’ocrea), ed un elmo. I guerrieri armati in tale modo furono i primi gladiatori dei giochi romani. Essi comparvero a Roma poco dopo la sconfitta del Sannio nel IV secolo a.C., adottati a quanto pare dalle celebrazioni di vittoria degli alleati di Roma in Campania. Armando gladiatori di basso rango alla maniera di un nemico vinto i romani deridevano i Sanniti e gli elementi marziali e caratteristici della loro cultura.
Il gladiatore sannita era piuttosto popolare durante il periodo della Repubblica romana. Alla fine, altri tipi di gladiatori si aggiunsero alle categorie gladiatorie, come il gallo ed il trace. Sotto il regno dell'imperatore Augusto, il Sannio divenne un alleato e parte integrante dell'Impero romano. In quel periodo la figura del gladiatore sannita cominciò a sparire dall'arena, probabilmente perché farsene beffe durante gli spettacoli non era più considerato un comportamento accettabile. Il sannita fu sostituito da gladiatori armati in modo simile, tra cui l’hoplomachus ed il secutor.

## Storia e ruolo
Il sannita era così chiamato dalle popolazioni del Sannio, un'area degli Appennini meridionali che Roma aveva sottomesso nel IV secolo a.C.. Roma combatté tre guerre contro i Sanniti dal 343 al 290 a.C.. Tito Livio, nel suo Ab Urbe condita Libri CXLII (9.40) riferisce che dopo che Roma aveva sconfitto il Sannio nel 308 a.C., gli alleati di Roma, i Campani, confiscarono ai Sanniti, come bottino di guerra, le armi e le armature, che vennero dati in dotazione a guerrieri travestiti solennemente per dare spettacolo ed inscenare combattimenti finti ai loro banchetti celebrativi.

Le competizioni gladiatorie vere e proprie di Roma cominciarono 40 anni più tardi. Il gladiatore sannita, mutuato dai Campani, è stato il primo dei tipi di gladiatore ed il modello sul quale si basarono in seguito altre classi gladiatorie. I gladiatori sanniti furono anche i primi di almeno tre classi gladiatorie (armaturae) a basarsi su antefatti etnici; altri esempi furono i galli ed i traci. Questi gladiatori lottavano col caratteristico equipaggiamento bellico e nello stile marziale dei gruppi etnici che erano stati conquistati da Roma, appropriandosi così della loro base culturale che veniva schernita nell'ambito dei giochi romani. I gladiatori che combattevano come una ben definita classe non provenivano necessariamente da quel contesto etnico; la lapide di un gladiatore chiamato Thelyphus indica senza ambiguità che lui aveva lottato da sannita ma in realtà si trattava di un trace.
I gladiatori sanniti compaiono assai di frequente nelle opere romane. Altre classi gladiatorie si aggiunsero all'elenco nel corso degli anni, ed alcuni di questi usavano armamenti simili, specialmente elmi crestati, aggiungendo ulteriori difficoltà nell'identificare con certezza i sanniti. Gli spettatori romani percepivano i gladiatori come più mascolini e rispettabili se indossavano armi ed armature più pesanti. Così, il sannita, uno di quelli più pesanti, incuteva rispetto per il suo aspetto fiero. Il sannita potrebbe essere stato il primo gladiatore a scendere nell'arena contro il reziario, il gladiatore che combatteva con le armi di un pescatore e che veniva percepito come effeminato a causa del suo armamento leggero. Di conseguenza, alcuni reziari potrebbero essersi addestrati come sanniti per migliorare il loro rango. I gladiatori che lottavano con un scudo rettangolare e con la spada, come il provocator, vennero detti essere armati "alla Sannita". Questi gladiatori rimasero popolari fino al termine dei giochi gladiatori.

I gladiatori sanniti appaiono spesso nei testi romani (si tratta dei gladiatori citati più spesso nelle opere romane) fino all'inizio del periodo Imperiale. Una possibilità concreta è che la figura del gladiatore sannita decadde durante il principato di Augusto quando il Sannio era ormai divenuto da tempo parte integrante dello Stato romano. Mentre il cittadino sannita finiva per integrarsi completamente nella società romana, il gladiatore che ne riprendeva i tratti veniva "pensionato". In questa fase classi simili, l’hoplomachus, il murmillo ed il secutor cominciano ad apparire nei testi. Sembra che il sannita si sia specializzato in queste classi, sebbene il modo in cui ciò sia accaduto resta tuttora oscuro. Il gladiatore sannita ed i suoi successori lottavano tutti con una spada ed uno scudo da fante. Le uniche caratteristiche chiare e distintive sono che il secutor lottava quasi esclusivamente contro il reziario che maneggiava rete e fuscina e che l’hoplomachus usava un scudo più alto.

## Armi ed armature
Sebbene alcuni gladiatori di una singola classe potrebbero aver lottato con una dotazione assai diversa, il sannita lottò generalmente con l'equipaggiamento di un guerriero del Sannio: una spada corta (il gladius), un scudo rettangolare (lo scutum), uno schiniere (l'ocrea), ed un elmo. L'elmo aveva una cresta, un orlo, una visiera ed un cimiero (la galea); quest'ultimo elemento determinava "un aspetto imponente". Lo schiniere del sannita veniva indossato sulla gamba sinistra e la proteggeva fin sotto il ginocchio. Era fatto di cuoio e talvolta aveva un orlo di metallo. Indossava anche una cavigliera sulla caviglia destra. Il braccio del sannita che brandiva la spada era protetto da un parabraccio (una manica); questo divenne un componente consueto dell'equipaggiamento per la maggior parte dei gladiatori. La spada era l'arma più comune del sannita (la parola gladiatore deriva dal latino gladius, "spada"), ma alcuni sembrano invece avere lottato con una lancia.

In aggiunta a queste armi, i veri guerrieri sanniti indossavano sul petto una corazza (la spongia) e disponevano di uno scudo affusolato verso il fondo e più svasato verso l'alto per proteggere meglio il torace e le spalle.